# Alternativmedien
Als Alternativmedien werden Medien bezeichnet, die sich in irgendeiner Weise von etablierten Massenmedien beziehungsweise dem medialen Mainstream unterscheiden. Der Begriff ist in der Medienwissenschaft nicht trennscharf definiert und wurde zu verschiedenen Zeiten unterschiedlich verwendet. Wissenschaftlich werden Medien nach verschiedenen Kriterien, die unter anderem sowohl den Inhalt als auch Organisationsstrukturen sowie Form und Gestalt betreffen, als Alternativmedien beschrieben. Während der Begriff zunächst hauptsächlich für linke Medien genutzt wurde, werden inzwischen vermehrt auch rechtspopulistische und rechtsextreme Medien als Alternativmedien bezeichnet. Auch für die Verbreitung von Verschwörungstheorien sind einige Medien, die sich selbst als Alternative zur traditionellen Öffentlichkeit, besonders zum öffentlich-rechtlichen Rundfunk und zu überregionalen Tageszeitungen, verstehen, bedeutend.   

## Definitionen und Abgrenzung zum Mainstream
In der Forschungsliteratur werden Medien, die sich vom politischen, gesellschaftlichen oder medialen Mainstream abgrenzen, als Alternativmedien bezeichnet. Darüber, worin das Alternative an den Alternativmedien besteht, gibt es keinen Konsens und eine klare dichotome Unterscheidung zwischen journalistischen Medien und Alternativmedien gilt als kaum möglich, eher handelt es sich um ein Kontinuum. Wissenschaftler beschreiben sie nach Kriterien, die ihre Organisationsstrukturen, ihre Abläufe und ihre Form und Gestalt betreffen, als alternativ. Demnach sind Alternativmedien etwa in unabhängigem oder kollektivem Eigentum und Management statt unternehmerisch geführt, horizontal organisiert oder in Selbstverwaltung statt vertikal-hierarchisch organisiert, mit kleinem Budget in Produktion und Vertrieb, in ihrer Berichterstattung oft einzelnen Gemeinschaften verbunden, oft mit gemeinnütziger und nicht-kommerzieller Ausrichtung statt gewinnorientiert und werbefinanziert oder agieren in kleinem Maßstab statt für Massen. Die Medienwissenschaftlerin Jennifer Rauch gliedert die Unterschiede zwischen Mainstream- und Alternativmedien nach Form und Inhalt: Formal weisen Alternativmedien oft eine nicht-kommerzielle Ausrichtung aus, eine kollektive Organisation mit flachen Hierarchien und einem lockeren Netzwerk von Autoren, dem Nichtvorhandensein professionalisierter Rollen (Bürger-Journalismus) und einer geringeren Reichweite.
Eine einheitliche Definition wurde von Stavros Arabatzis in „Alternativmedien“: Ursprung der Gegenöffentlichkeit auf der Basis einer Archäologie der Gegenöffentlichkeit formuliert: Arabatzis stellt die Alternativmedien, die er als gegenimperative Medien identifiziert, der dynamisch-ontischen „Medienmaschine des Werdens“ und der ontisch-ontologischen „Medienmaschine des Seins, Werdens, Geschehens und der Dialektik“ gegenüber. In diesem theoretischen Kontext meinen die Alternativmedien  entsprechend der Definition von Arabatzis „Medienresistenz, den gegenimperativen Widerstand, der heute von den Alternativmedien in ihrer kritischen Gegenöffentlichkeit mehr oder weniger praktiziert“ werde. Entsprechend der Soziologin Marisol Sandoval ist nach dialektischem Verständnis alternativer Medien herrschaftskritischer Inhalt eine notwendige Voraussetzung für die Alternativität eines Mediums. Die Alternativität bestehe darin, dass herrschenden Meinungen kritische Sichtweisen entgegengesetzt werden. Ziel sei dabei nicht nur die Demokratisierung des Mediensystems, sondern „die Demokratisierung und Emanzipation der Gesellschaft“.
Früher wurde der Begriff vor allem für linke Medien verwendet, denen es darum ging, Gegenöffentlichkeit herzustellen. Beispiele hierfür sind die Alternativzeitschriften der 1970er und 1980er Jahre. Es gibt aber auch rechte Medien, die so bezeichnet werden. Inzwischen beanspruchen rechtsextreme und rechtspopulistische Portale wie Altermedia, unzensuriert.at oder PI-News die Bezeichnung Alternativmedien für sich. Die vielbeachtete Definition von Kristoffer Holt, Tine Ustad Figenschou und Lena Frischlich orientiert sich nicht an ideologischen Linien. Diese Autoren schlagen eine Definition vor, für die die Selbstwahrnehmung als Korrektiv traditioneller, herkömmlicher und Mainstream-Nachrichtenmedien erstes Kriterium ist. Demnach ergebe sich die Alternativität eines Mediums aus seiner Beanspruchung einer Gegen- oder Komplementärposition zu bestimmten Hegemonien.
Inhaltlich legen Alternativmedien typischerweise den Fokus auf oppositionelle oder radikale Politik sowie auf Themen, Gruppen und soziale Bewegungen, die im Mainstream real oder ihrer Meinung nach zu wenig beachtet werden. Meist haben Alternativmedien den Anspruch, ihre Konsumenten für ein soziales oder politisches Anliegen zu mobilisieren. Daher sprechen sie meist nur spezialisierte Teilöffentlichkeiten an. Der Medien- und Kommunikationswissenschaftler Joshua D. Atkinson (Bowling Green State University) sieht eine bedeutende Rolle von Alternativmedien für sozialen Aktivismus und Protestgemeinschaften. Als Beispiele nennt er die Tea-Party-Bewegung und Occupy Wall Street, die es ohne Alternativmedien nicht geben würde. Dennoch sei zwischen Alternativmedien und activist media zu unterscheiden, auch wenn es Überschneidungen gebe. Als Alternativmedien („alternative media“) bezeichnet er Nachrichten, die von Aktivisten produziert werden. Solche Medien übten Kritik an herrschenden Machtstrukturen, unterschieden sich in der Produktion von Mainstreammedien oder würden vom Publikum als alternativ und unterschiedlich vom medialen Mainstream interpretiert. Activist media werde genutzt, um die Aufmerksamkeit auf ein bestimmtes Problem zu lenken, etwas bekannt zu machen oder zu reframen. Dementsprechend könne activist media auch in Kunst, die zu Protesten genutzt werde, oder in Hacktivismus bestehen.
Laut der Medienwissenschaftlerin Lisa Schwaiger hat der digitale Wandel dem Begriff der Alternativmedien „eine neue Rahmung verschafft“. Da sie vor allem die „partizipativen Möglichkeiten des Internets“ nutzen, können sie zwar als „Chance für deliberative Prozesse“ betrachtet werden, in der aktuellen Forschung werden sie jedoch „vor allem negativ konnotiert und als gefährlich für die soziale Ordnung respektive Demokratie eingestuft“.
Auch die Wikipedia kann aufgrund ihrer Organisationsform, der Rolle von Nutzern als Produzenten und ihrem Non-Profit-Gebot als alternatives soziales und digitales Medium bezeichnet werden. Nach Chris Atton bieten Alternativmedien wie Wikipedia und Indymedia Beteiligung an der Medienproduktion an, ermutigen Amateure und erkennen deren Wissen und Expertise an. Im Unterschied dazu seien die Massenmedien entsprechend den Kritiken der Glasgow University Media Group und von Edward S. Herman und Noam Chomsky elitäre Institutionen, die nur professionelles und institutionalisiertes Wissen anerkennen.

## Typologien

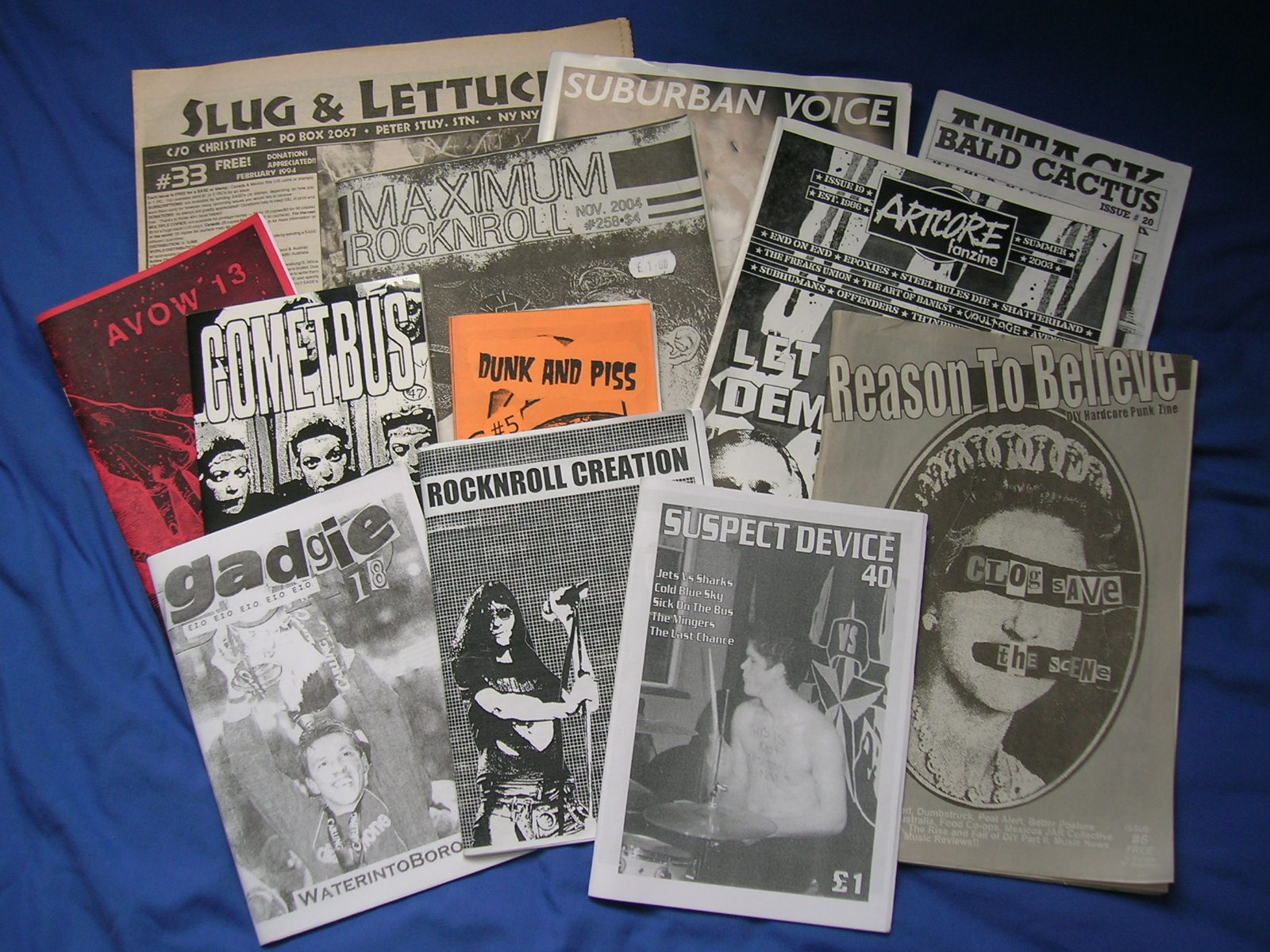
Britische und amerikanische Punk-Fanzines gehören entsprechend der Typologie von Sandra Jeppesen zu den Alternativmedien des Typs DIY media & Culture

Die Medienwissenschaftlerin Sandra Jeppesen entwarf eine Typologie alternativer Medien: Sie unterscheidet zwischen DIY media & Culture (DIY und Kultur), Community & Citizen Media (Gemeinschaft und Bürgermedien), Critical Media (kritische Medien) und Autonomous & Radical Media (autonome und radikale Medien), denen sie jeweils theoretische Grundlagen zuordnet. Als grundlegend für Alternativmedien der Kategorie DIY media & Culture erachtet sie die Birmingham School of cultural studies mit dem Schlüsseltext Subculture: the Meaning of Style von Dick Hebdige. Sie basieren auf einer linkslibertären oder individualistischen Ideologie. Ein Beispiel für Alternativmedien dieses Typs sind Zines aus der Punk-Szene. Medien des Typs Community & Citizen Media sind aus der Communication for Social Change hervorgegangen und beziehen die Partizipation der Mitglieder einer Community in allen Abläufen, insbesondere bei der Planung und Entscheidungsfindung von Medieninitiativen, ein. Für Alternativmedien des Typs Critical Media ist die kritische Theorie der Frankfurter Schule grundlegend, ein bedeutender Text zu diesem Typ alternativer Medien ist Foundations of Critical Media and Information Studies von Christian Fuchs. Er beschreibt Alternativmedien als Massenmedien, die die dominanten kapitalistischen Formen der Medien herausfordern. Kern dieser Alternativmedien ist die Förderung einer habermasianischen öffentlichen Sphäre. Der theoretische Hintergrund zu Autonomous & Radical Media kommt aus der sozialanarchistischen und antiautoritären Theorie. Ein grundlegender Text ist Radical Media von John D. H. Downing. In dem ideologischen Rahmen von Sozialanarchismus und Antiautoritarismus betonen sie, entsprechend der Vorstellung, dass die Befreiung des Einzelnen mit der Befreiung aller verbunden ist, den Wert kollektiver Autonomie.
Lisa Schwaiger hat für ihre Dissertation für den Zeitraum 2018/19 deutschsprachige Internetseiten mit Nachrichtencharakter via Google erfasst, die für sich den Anspruch erhoben, alternativ bzw. frei, unzensiert oder unabhängig zu sein. Aus den so identifizierten 178 Websites unterzog sie 56 einer qualitativen Inhaltsanalyse auf Grundlage der Grounded Theory und kam so zu einer Typologie:
- Den ersten Typus, der am häufigsten vorkommt, nennt sie „Aufdecker der Mainstreamlügen“. Die so eingestuften Websites nähmen für sich in Anspruch, angebliche Fake News des Mainstreams aufzudecken und in Abgrenzung davon eine wahrheitsgemäße Berichterstattung anzubieten. Achtzehn Websites dieses Typus, darunter Epoch Times Deutschland, Sputnik Deutschland und Politically Incorrect, würden monatliche Zugriffe von über einer Million aufweisen, wohingegen mehr als die Hälfte aller Alternativmedien weniger als 100.000 Zugriffe hätten.[19]
- Den zweiten Typ nennt Schwaiger „Verschwörung und Spiritualität“: Diesen Websites gehe es darum, angebliche Geheimnisse des Mainstreams aufzudecken, wobei davon ausgegangen werde, hinter gesellschaftlichen Ereignissen stecke stets eine Verschwörung der „Eliten“; nichts beruhe auf Zufall. Alternativmedien dieses Typs träten deutlich laienhafter auf als die des ersten und seien in der Hauptsache spendenfinanziert. Beispiele für diesen Typ seien KenFM und Alpenparlament.[20]
- „Aufstand der Zivilgesellschaft“ nennt Schwaiger den dritten Typ: Er stehe in der Tradition der Alternativpresse der 1960er- und 1970er-Jahre und der damals Neuen Sozialen Bewegungen. Auf diesen Websites stehe die Kritik an sozialer Ungleichheit, an Kapitalismus oder Rechtspopulismus im Mittelpunkt, häufig gehe es um sozialistische Themen. Sie seien ebenfalls spendenfinanziert und würden von Laien oder Vertretern von NGOs produziert. Als Beispiele nennt Schwaiger unter anderen das österreichische Online-Medium mosaik oder die Schweizer Zeitschrift Rote Anneliese.[21]
- Medien des vierten Typs, den Schwaiger „Die seriöse Alternative“ nennt, wiesen im Vergleich den höchsten Professionalisierungsgrad auf. Sie würden häufig von Start-up-Unternehmen betrieben und setzten sich zum Ziel, ihrem Publikum vertiefte Recherchen anzubieten, die es in den ihres Erachtens kommerzialisierten Mainstreammedien nicht finden würde. Beispiele hierfür seien etwa die deutsche Website Krautreporter oder das Schweizer Magazin Republik.[22]

## Alternativmedien im Rechtspopulismus
Rechtspopulisten greifen auf Alternativmedien zurück. Laut dem Politikberater Johannes Hillje gibt es eine regelrechte „Medienstrategie ‚Propaganda 4.0‘“, durch die sie große Erfolge in der Aufmerksamkeitsökonomie der Gegenwart zeitigten: Diese Strategie sei gekennzeichnet durch vier Elemente:
- die Delegitimierung der so genannten klassischen Medien als „Lügenpresse“
- die Bereitstellung digitaler Alternativmedien wie Kanäle auf Facebook, YouTube, Twitter bzw. Instagram oder eigenständigen Nachrichtenportalen
- die enge Bindung der Konsumenten an diese Kanäle, wodurch eine eigene kollektive Identität ausgebildet werde
- ein strategisch-instrumentelles Verhältnis zu journalistischen Massenmedien.[23]

Laut der Medienwissenschaftlerin Gabriele Hooffacker haben die Rechtspopulisten Kommunikationskonzepte der Linken aus den 1970er Jahren kopiert.
Nicht nur im deutschsprachigen Raum haben sich politisch rechte alternative Nachrichtenseiten zu einem Eckpfeiler der rechten digitalen Nachrichteninfrastruktur entwickelt. Der Aufstieg der rechtsalternativen hyper-partisan Medien, zu denen Compact, Breitbart und Nyheter Idag gezählt werden können, fällt mit dem Aufstieg populistischer Bewegungen, Parteien und Regierungen, den es im letzten Jahrzehnt in zahlreichen etablierten Demokratien gegeben hat, zusammen und ist mit diesem in Zusammenhang zu sehen. Mit Herausbildung neuer rechter alternativer Medien sieht André Haller das Entstehen einer symbiotischen Abhängigkeit zwischen rechtsgerichteten Politikern und diesen Medien. Rechten alternativen Medien ist in den USA von der Trump-Regierung Zugang zu offiziellen Presseterminen gewährt worden und es zeigten sich auch personelle Überschneidungen wie die Tätigkeit von Stephen Bannon und Julia Hahn von Breitbart als Berater Trumps. In Deutschland sei eine bevorzugte Behandlung von Alternativmedien durch populistische  Politiker erkennbar. Insgesamt gehe es um „strategische Kopplung zwischen rechtspopulistischen Akteuren und alternativen Medien“, die auf dem Prinzip Publizität gegen Information beruhe. Auch seien in den USA Tendenzen erkennbar, dass das Verhältnis zwischen rechten Medien und Politikern mit der „Eingliederung von rechtspopulistischen Publizisten in die Administration“ von Donald Trump noch darüber hinaus gehe.
Die Kommunikations- und Medienwissenschaftlerin Heidi Schulze hat die Nutzung politisch rechter alternativer Online-Medien in Österreich, Finnland, Deutschland und Schweden untersucht. Entsprechend den von ihr genutzten Daten des Reuters Digital News Survey aus dem Jahr 2019 gaben insgesamt 11,9 % der Befragten an, diese Medien für Nachrichten innerhalb der vorangegangenen sieben Tage aufgerufen zu haben. Dabei liegen Österreich (7,91 %), Finnland (7,27 %) und Deutschland (8,66 %) dicht beieinander, während ein deutlich höherer Anteil der Befragten aus Schweden (22,45 %) entsprechende Angaben machte. Schulze beurteilt diese Verbreitung rechter alternativer Online-Medien als nicht alarmierend hoch, aber hoch genug, als dass sie nicht unterschätzt oder als Randphänomen abgetan werden sollte. Als stärkste Prädiktoren (unabhängige Variablen) der Nutzung rechtsalternativer Onlinemedien identifiziert Schulz neben dem politischen Interesse eine kritische Haltung gegenüber Immigration, die Bedeutung von Social Media als Nachrichtenquelle und eine skeptische Beurteilung von Nachrichten allgemein und speziell Misstrauen gegenüber Medien des öffentlichen Rundfunks.
Bezugnehmend auf den von Lisa Schwaiger identifizierten Typ der Alternativmedien Aufdecker der Mainstreamlügen grenzt der Medienethiker Luis Paulitsch in jüngerer Vergangenheit zu beobachtende rechtskonservative sogenannte Leuchtturm-Alternativmedien von anderen rechten Alternativmedien ab. Etwa durch professionelle Optik oder höhere Reichweiten werde von diesen der Mainstream durchaus erreicht und sie seien schwieriger von traditionellen Nachrichtenmedien zu unterscheiden. Als Beispiele nennt er die Publikationen Tichys Einblick, eXXpress und Nius. Diese zeigten zwar inhaltliche Schnittmengen zu AfD und FPÖ, besonders bei den Themen Migration, Klimaschutz und Wokeness; gleichwohl scheine es, dass diese Medien zu rechtsextremen Akteuren wie der Identitären Bewegung um neutrale Distanz bemüht sind. Auch falle auf, dass sie von (ehemals) etablierten Journalisten angeführt werden oder wurden, was sie von früheren Alternativmedien unterscheide.

### Verbindungen in die russische Politik
Rechte Alternativmedien in Deutschland übernehmen häufig Narrative des Kreml und „richten sich an ein Publikum, das für russische Staatsdiskurse empfänglich ist.“ Arista Beseler und Florian Toepfl stellten in einer empirischen Fallstudie mit der Frage, „wie und in welchem Ausmaß deutschsprachige alternative Medien mit Russlands Eliten verbunden sind“, institutionelle, mediale und persönliche Verbindungen deutschsprachiger Alternativmedien zu russischen Eliten fest. Bei zehn der zwanzig untersuchten Medien konnten solche Verbindungen nachgewiesen werden. Dabei wiesen insbesondere Compact, Anti-Spiegel (Thomas Röper) und Neues aus Russland (Alina Lipp) aber auch Apolut/KenFM (Ken Jebsen) über mehr als eine der drei Kategorien (institutionell, medial und persönlich)  Verbindung zu dem Kreml nahestehenden Netzwerken auf. Nach Arista Beseler zeigt die Studie, dass auch andere Alternativmedien als die offiziell vom Kreml finanzierten RT und Sputnik durch die russische Regierung instrumentalisiert werden.

## Alternativmedien und Verschwörungstheorien
Laut dem Kulturwissenschaftler Michael Butter haben die Möglichkeiten des Internets zur Verbreitung von Verschwörungstheorien und zur Ausbildung einer regelrechten konspirationistischen Gegenöffentlichkeit geführt: Diese Art von Erklärung gesellschaftlicher Phänomene sei seit den 1960er Jahren öffentlich stigmatisiert gewesen. Seit den 2000er Jahren falle es Verschwörungsgläubigen dagegen leicht, Gleichgesinnte zu finden, um ihre Thesen zu diskutieren; verschwörungstheoretische Inhalte seien auch nicht mehr nur in obskuren Zeitschriften oder Spezialbuchhandlungen zu finden. Stattdessen gebe es eine erhebliche Zahl an Websites, die sich auf verschwörungstheoretische Thesen spezialisiert hätten. Mittlerweile sei ein eigenes Mediensystem entstanden, das sich ausdrücklich als Alternative zur traditionellen Öffentlichkeit und vor allem zum öffentlich-rechtlichen Rundfunk und den überregionalen Tageszeitungen verstehe. Hierzu rechnete Butter 2019 unter anderem KenFM, Telepolis, die NachDenkSeiten, Rubikon und den Schweizer Infosperber.
Ein Beispiel für eine Verschwörungstheorie, die von Alternativmedien aufgebracht und popularisiert wurde, ist QAnon. Das bizarre Narrativ von kinderfolternden Eliten, denen Donald Trump das Handwerk legen werde, kam zuerst auf 4chan auf und wurde dann von YouTubern und Aktiven auf anderen Webseiten mit kommerziellen Interessen in einer Cross-Plattform-Strategie weiterverbreitet, um durch Klickzahlen Einkünfte zu generieren.

## Alternativer Medienpreis
Seit 2000 zeichnen die gemeinnützige Nürnberger Medienakademie e. V. sowie die ebenfalls gemeinnützige Stiftung Journalistenakademie innovative Formate mit dem Alternativen Medienpreis aus.